# Emirado de Cirenaica
O Emirado de Cirenaica, ou "Principado de Cirenaica", veio a existir quando Saíde Idris proclamou unilateralmente a Cirenaica como um emirado Senussi independente em 1 de março de 1949 com o apoio do Reino Unido. Saíde Idris se proclamou emir da Cirenaica em uma “conferência nacional" em Bengazi. O reconhecimento pelo Reino Unido não conseguiu influenciar a atitude das Nações Unidas, e a Grã-Bretanha e a França foram direcionados a preparar a independência da Líbia em uma resolução aprovada em 21 de novembro de 1949. A independência do Reino Unido da Líbia foi declarada em 24 de dezembro 1951 e em 27 de dezembro, o Emir Idris foi entronizado como Rei Idris I.
A bandeira negra com o símbolo da estrela e crescente branca foi adotada por Idris, quando este foi proclamado emir em 1947. A bandeira se tornou a base da bandeira da Líbia de 1951, com a adição de uma listra vermelha e uma verde, representando o sangue dos mártires e a prosperidade, respectivamente. Idris como rei da Líbia manteve a bandeira do emirado como seu estandarte real pessoal, com a adição de uma coroa branca na talha superior.
Em 6 de março de 2012, refletindo os acontecimentos de 63 anos anteriores, um tipo similar de reunião foi realizada em Bengazi, pedindo mais autonomia e federalismo para a Cirenaica. Amade Xarife Senussi, um parente do rei Idris, foi anunciado como o líder do autodeclarado Conselho Cirenaico de Transição.